# Puchar Polski w piłce ręcznej mężczyzn 2008/2009
Puchar Polski w piłce ręcznej mężczyzn 2008/2009 – rozgrywki, których celem było wyłonienie zdobywcy Pucharu Polski, który zakwalifikował się tym samym do Pucharu Zdobywców Pucharów sezonu 2009/2010. Finał został rozegrany 18 kwietnia 2009 roku w Hali Mistrzów we Włocławku.
W sezonie 2008/2009 rozgrywki te składają się z:
- meczu 1/16 finału,
- meczów 1/8 finału,
- meczów 1/4 finału,
- dwumeczów 1/2 finału,
- meczu finałowego.

## Mecze

### 1/16 finału
| 19 listopada 2008 | BKS Stalprodukt Bochnia | 28:25(15:12) | ASPR Zawadzkie |  |
| 19 listopada 2008 |                         | 28:25(15:12) |                |  |

### 1/8 finału
| 9 grudnia 2008 | BKS Stalprodukt Bochnia | 22:40(12:19) | Wisła Płock |  |
| 9 grudnia 2008 |                         | 22:40(12:19) |             |  |

| 10 grudnia 2008 | Wisła II Płock | 29:38(17:17) | SPR AMD Chrobry Głogów |  |
| 10 grudnia 2008 |                | 29:38(17:17) |                        |  |

| 10 grudnia 2008 | SPR BRW Stal Mielec | 31:27(13:14) | MMTS Kwidzyn |  |
| 10 grudnia 2008 |                     | 31:27(13:14) |              |  |

| 10 grudnia 2008 | AZS-AWFiS Gdańsk | 41:22(17:8) | KPR Miedź Legnica |  |
| 10 grudnia 2008 |                  | 41:22(17:8) |                   |  |

| 10 grudnia 2008 | Traveland-Społem Olsztyn | 33:38(12:19) | AZS AWF Gorzów Wielkopolski |  |
| 10 grudnia 2008 |                          | 33:38(12:19) |                             |  |

| 10 grudnia 2008 | AZS UKW Bydgoszcz | 27:41(14:21) | Zagłębie Lubin |  |
| 10 grudnia 2008 |                   | 27:41(14:21) |                |  |

| 10 grudnia 2008 | Vive Kielce | 38:8(18:2) | Azoty-Puławy |  |
| 10 grudnia 2008 |             | 38:8(18:2) |              |  |

| 11 grudnia 2008 | Energetyk Gryfino | 22:31(11:22) | Focus Park-Kiper Piotrków Trybunalski |  |
| 11 grudnia 2008 |                   | 22:31(11:22) |                                       |  |

### Ćwierćfinały
| 3 lutego 2009 | SPR BRW Stal Mielec | 27:29(14:15) | Focus Park-Kiper Piotrków Trybunalski |  |
| 3 lutego 2009 |                     | 27:29(14:15) |                                       |  |

| 4 lutego 2009 | Wisła Płock | 28:23(14:15) | AZS-AWFiS Gdańsk |  |
| 4 lutego 2009 |             | 28:23(14:15) |                  |  |

| 4 lutego 2009 | AZS AWF Gorzów Wielkopolski | 24:37(11:19) | Vive Kielce |  |
| 4 lutego 2009 |                             | 24:37(11:19) |             |  |

| 4 lutego 2009 | SPR AMD Chrobry Głogów | 27:30(12:14) | Zagłębie Lubin |  |
| 4 lutego 2009 |                        | 27:30(12:14) |                |  |

### Półfinały
| 11 lutego 2009 | Wisła Płock | 26:24(10:12) | Vive Kielce |  |
| 11 lutego 2009 |             | 26:24(10:12) |             |  |

| 11 lutego 2009 | Zagłębie Lubin | 24:22(12:9) | Focus Park-Kiper Piotrków Trybunalski |  |
| 11 lutego 2009 |                | 24:22(12:9) |                                       |  |

| 18 lutego 2009 | Vive Kielce | 23:20(15:8) | Wisła Płock |  |
| 18 lutego 2009 |             | 23:20(15:8) |             |  |

| 18 lutego 2009 | Focus Park-Kiper Piotrków Trybunalski | 32:32(18:12) | Zagłębie Lubin |  |
| 18 lutego 2009 |                                       | 32:32(18:12) |                |  |

### Finał
| 18 kwietnia 200917:30 | Vive Kielce | 26:16(17:7) | Zagłębie Lubin | Hala Mistrzów, Włocławek, Polska Widzów: 2500 Sędzia: Marek Góralczyk (Świętochłowice), Mirosław Baum (Warszawa) |

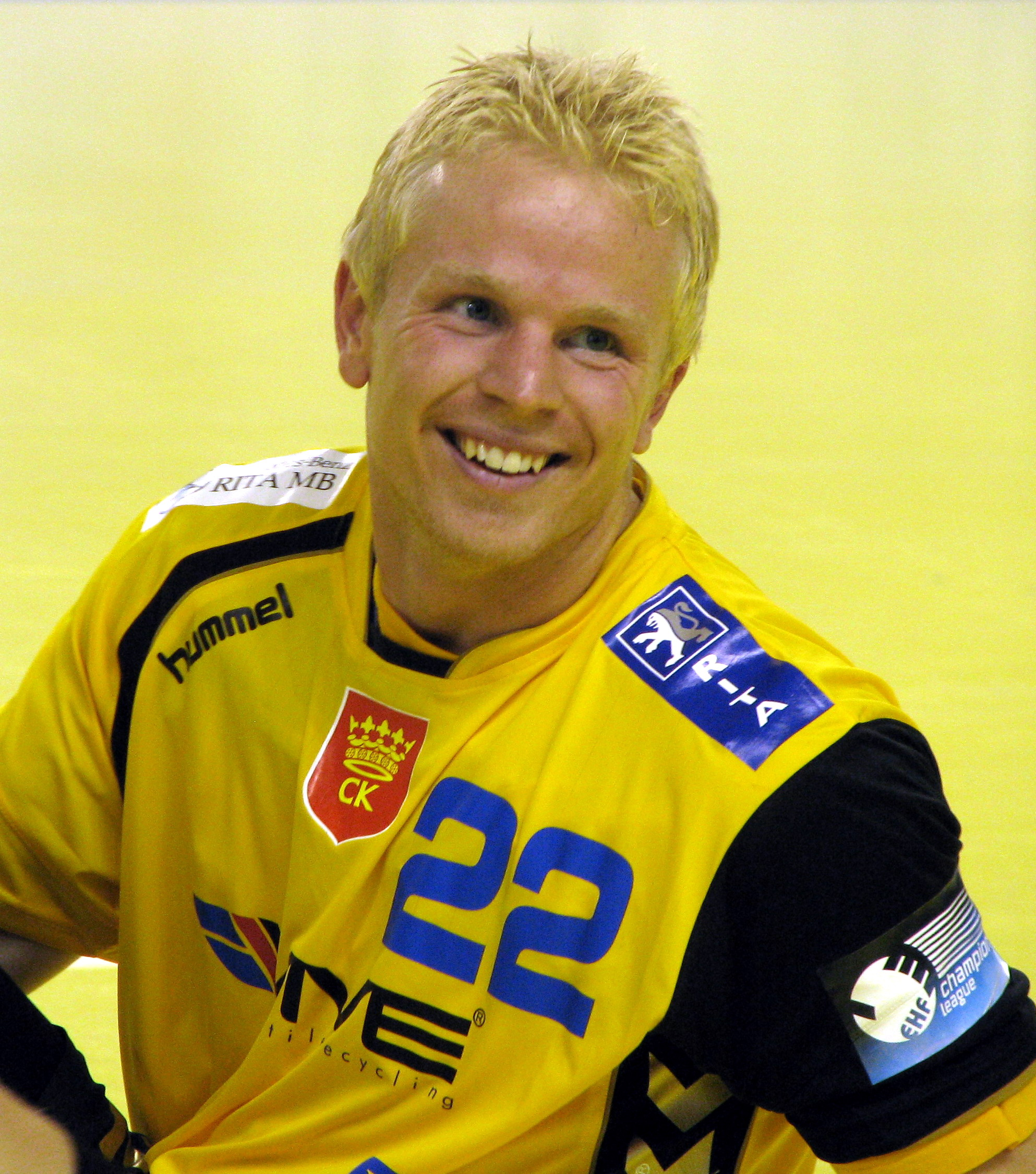
Henrik Knudsen najlepszy strzelec finału Pucharu Polski

| 18 kwietnia 200917:30 | Henrik Knudsen 6 · Paweł Podsiadło 4 · Patryk Kuchczyński 4 · Rafał Gliński 2 · Mateusz Jachlewski 2 · Bartosz Konitz 2 · Michał Stankiewicz 2 · Kamil Krieger 2 · Tomasz Rosiński 1 · Paweł Piwko 1 | 26:16(17:7) | 3 Tomasz Morawski · 3 Michał Nowak · 3 Bartłomiej Tomczak · 2 Tomasz Kozłowski · 2 Piotr Obrusiewicz · 1 Piotr Adamczak · 1 Adrian Niedośpiał · 1 Adrian Anuszkiewicz | Hala Mistrzów, Włocławek, Polska Widzów: 2500 Sędzia: Marek Góralczyk (Świętochłowice), Mirosław Baum (Warszawa) |
| 18 kwietnia 200917:30 | 2× · 3× | 26:16(17:7) | 0× · 3× | Hala Mistrzów, Włocławek, Polska Widzów: 2500 Sędzia: Marek Góralczyk (Świętochłowice), Mirosław Baum (Warszawa) |

| Zdobywca Pucharu Polski 2008/2009 |
| --------------------------------- |
|                                   |
| Vive Targi Kielce szósty tytuł    |